# 犯禁八条

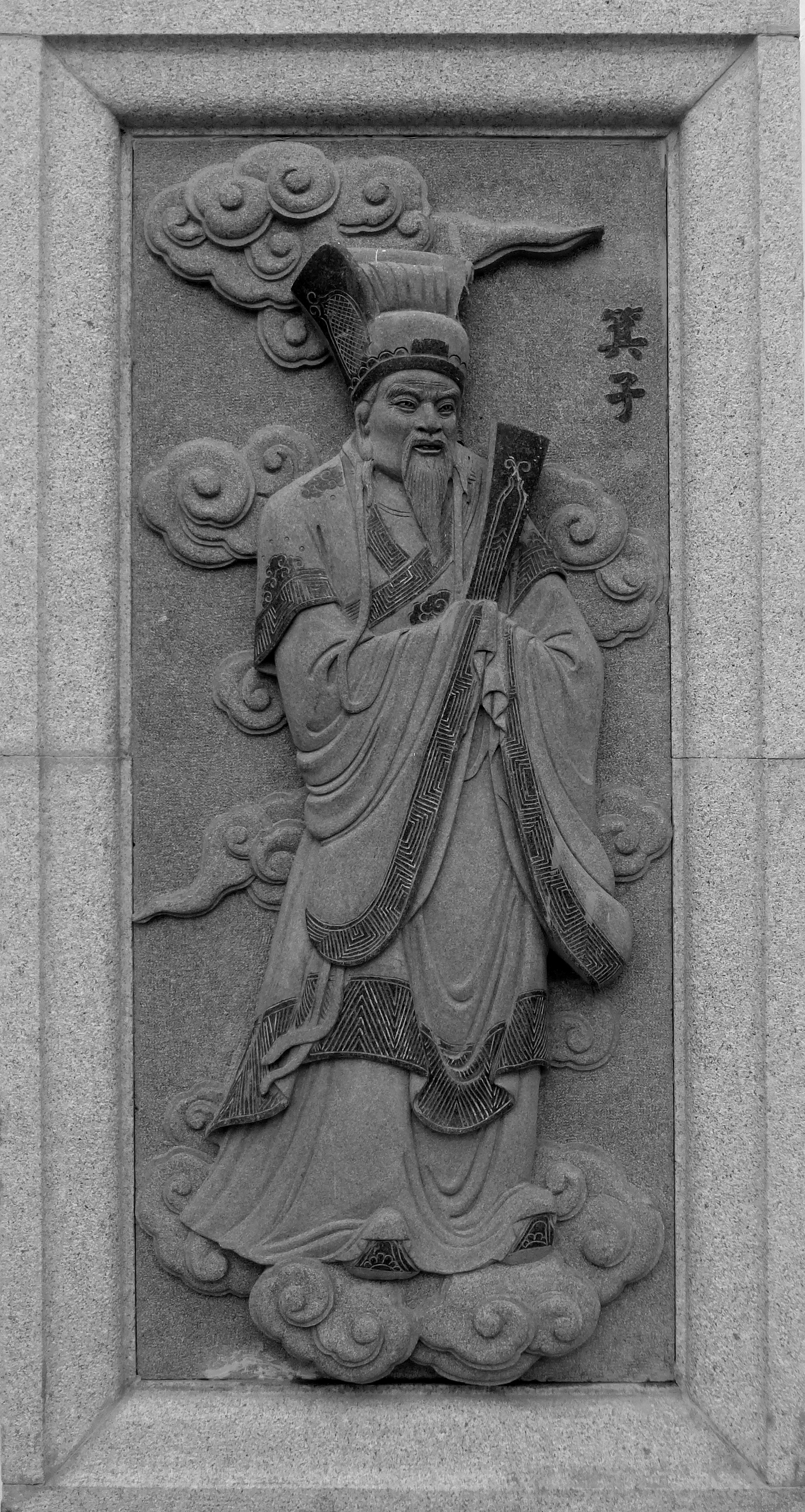
箕子

犯禁八条とは、中国殷王朝の聖人政治家箕子が朝鮮半島を征服し、箕子朝鮮を建国した際に、礼儀・農業・田作・養蚕・織機を教え、朝鮮人を教化する際に定めた八条からなる刑法。

## 犯禁八条の内容
八条の全ては伝わらないが分かっている部分は以下である。
- 殺人を犯せば殺されて償う。
- 傷害を犯したら穀物で弁償する。
- 窃盗すれば奴隷にされる。

## 奴婢との関係
朝鮮の奴婢制度は、箕子朝鮮の犯禁八条に始まった。そこでは他人の家に盗み入った者はその家の奴隷とする、男なら奴、女なら婢、と定められていた。李氏朝鮮時代には、両班が奴婢を支配する強固な身分制の根拠として、犯禁八条が利用された。すなわち、聖人箕子が朝鮮にやって来て犯禁八条を定めたが、その中に窃盗したら奴隷にされるとある。だから奴婢はもともとは聖人の教えを破った野蛮人であり、両班は聖人の教えを悟った文明人である。だから、両班が奴婢を奴隷にするのは朝鮮人を教化しようとした聖人箕子の思し召しである、という理由である。